# Pollenia chrysothrix
Pollenia chrysothrix är en tvåvingeart som beskrevs av Mario Bezzi 1927. Pollenia chrysothrix ingår i släktet vindsflugor, och familjen spyflugor. Inga underarter finns listade i Catalogue of Life.